# Scheidenweiler
Scheidenweiler (mundartlich Schoidəwilər) ist ein Gemeindeteil der Gemeinde Hergensweiler im bayerisch-schwäbischen Landkreis Lindau (Bodensee).

## Geographie
Das Dorf liegt circa einen Kilometer westlich des Hauptorts Hergensweiler. Nördlich des Orts verläuft die Bundesstraße 12 und südlich die Bahnstrecke Buchloe–Lindau.

## Ortsname
Der Ortsname setzt sich aus dem mittelhochdeutschen Personennamen Sweider sowie dem Grundwort Weiler zusammen und bedeutet somit Gehöft des Sweider.

## Geschichte
Scheidenweiler wurde erstmals urkundlich um das Jahr 1290 als Swaiderwiller erwähnt. 1626 wurden sechs Häuser im Ort gezählt. 1818 waren es sieben Wohngebäude. Scheidenweiler gehörte einst zum äußeren Gericht der Reichsstadt Lindau.